# (1149) Volga
(1149) Volga – planetoida z grupy pasa głównego asteroid okrążająca Słońce w ciągu 4 lat i 342 dni w średniej odległości 2,9 au. Została odkryta 1 sierpnia 1929 roku w Obserwatorium Simejiz na górze Koszka na Półwyspie Krymskim przez Jewgienija Skworcowa. Nazwa planetoidy pochodzi od Wołgi, rzeki w Rosji. Przed nadaniem nazwy planetoida nosiła oznaczenie tymczasowe (1149) 1929 PF.